# Francis Laurent
Francis Laurent (París, Francia, 2 de enero de 1986) es un futbolista francés. Juega de delantero y actualmente se encuentra sin equipo. 

## Clubes
| Club                | País       | Año       |
| ------------------- | ---------- | --------- |
| FC Sochaux II       | Francia    | 2005-2006 |
| Eintracht Trier     | Alemania   | 2006-2007 |
| FSV Mainz II        | Alemania   | 2007-2008 |
| Southend United     | Inglaterra | 2008-2010 |
| AFC Compiègne       | Francia    | 2010      |
| Northampton Town    | Inglaterra | 2011      |
| Lincoln City        | Inglaterra | 2011-2012 |
| Doxa Katokopias     | Chipre     | 2012      |
| KVK Tienen-Hageland | Bélgica    | 2012-2013 |
| FC Chambly          | Francia    | 2013-2014 |